# Heliconius hippola
Heliconius hippola är en fjärilsart som beskrevs av William Chapman Hewitson 1867. Heliconius hippola ingår i släktet Heliconius och familjen praktfjärilar. Inga underarter finns listade i Catalogue of Life.